# جيف غريني
جيف غريني (بالإنجليزية: Jeff Greene)‏ هو سياسي أمريكي، ولد في 10 ديسمبر 1954 في ورسستر في الولايات المتحدة. حزبياً، نشط في الحزب الديمقراطي.